# Bassem Youssef
Pour les articles homonymes, voir Youssef.
Bassem Youssef (de son nom complet Bassem Raafat Muhammad Youssef, en arabe : باسم رأفت محمد يوسف), né le 22 mars 1974 au Caire, est un chirurgien cardiaque et animateur de télévision égyptien, qui présentait une émission satirique intitulée El Bernameg (« Le Programme »), sur la chaîne égyptienne CBC (Capital Broadcast Center (en)). Les médias l'ont comparé à Jon Stewart (The Daily Show). Youssef a du reste déclaré s’être inspiré de Stewart,,. En 2013, il a été cité par Time Magazine parmi les « 100 personnes les plus influentes dans le monde ».

## Biographie

### Carrière

#### The B+ Show

Graffiti représentant Bassem Youssef.

Début 2011, il bricole, avec des amis techniciens (dont Hesham Mansour), des vidéos youtube parodiant la télévision officielle.

#### Al-Bernameg ("Le Programme")
Après neuf épisodes, il a tant de succès qu'il reçoit une offre de CBC, une chaîne privée nouvellement créée qui diffuse dès lors son émission chaque vendredi : Al-Bernameg. Il s’y moque de plusieurs personnages connus en Égypte comme le musicien Amr Mostafa, Tawfik Okacha, les Salafistes, le candidat aux élections présidentielles Hazem Salah Abu Ismail, ou encore Mohamed El Baradei. Il participe à l’émission du 21 juin 2012 du show satirique de Jon Stewart.
Le 1er janvier 2013, il est critiqué par l'entourage du président Mohamed Morsi, qui soutient que son show «… fait circuler de fausses nouvelles et dérange la tranquillité et l'administration publique ».
Le vendredi 1er novembre 2013, la chaîne CBC Channel déclare que l'émission Al-Bernameg est suspendue.
Bassem Youssef annoncera par la suite que l'émission Al-Bernameg reviendra à partir du 7 février 2014 sur la chaine MBC-Egypt sans préciser s'il poursuivra la saison 3 interrompue ou s'il s'agira d'une nouvelle saison.
L'émission reprend en février 2014, avant d'être de nouveau suspendue pour ne pas influencer l'opinion publique pendant la campagne présidentielle,.
En juin 2014 il annonce l'arrêt définitif de l'émission, le climat en Egypte n'étant selon lui  « pas favorable » à la satire.

#### Ask Bassem
Après son exil aux États-Unis en 2014, Bassem Youssef anime une émission culinaire en arabe produite par une chaîne saoudienne, où il promeut l'alimentation végétarienne. Loin du succès qu'il avait en Égypte et de ses thématiques habituelles, il déclare néanmoins apprécier ce nouveau format qui concerne un enjeu crucial de santé publique, alors que les pays arabes sont de plus en plus touchés par la « malbouffe » et les problèmes de santé qui en découlent.

### Vie privée
Bassem Youssef est le fils d'un juge et d'une professeure d'université ; il grandit dans le quartier de Zamalek, « cocon de la vieille bourgeoisie cairote ». Il y vit avec son épouse palestinienne Hala et leur fille Nadia jusqu'à son départ en 2014 aux États-Unis. Le 2 février 2011, il secourt bénévolement de jeunes révolutionnaires blessés sur la place Tahrir lors de l'attaque des baltageya. Entre deux saisons de l'émission El Bernameg, il continue en effet d’exercer la profession de cardiologue.
En 2014, menacé par les autorités égyptiennes, il s'exile avec sa famille en Californie.

## Prises de position

### Guerre de Gaza depuis 2023
En octobre 2023, lors d'un entretien avec le journaliste britannique Piers Morgan au sujet de la guerre à Gaza qui a repris quinze jours plus tôt avec une flambée de violence inédite de part et d'autre, Bassem Youssef, marié à une Palestinienne, se fait remarquer en tournant habilement en dérision le soutien inconditionnel des Occidentaux à l'égard d'Israël et leur indulgence quant aux crimes commis par Tsahal dans la bande de Gaza. Cette séquence, tournée en anglais, est traduite dans plusieurs langues et visionnée des millions de fois sur le Web. Le 3 avril 2024, lors d'une interview avec la chaine YouTube PoliticsJoe, il affirme que « Israël corrompt moralement l'Ouest depuis 100 ans » (Israël avait alors 75 ans) et que « l'Ouest est terrifié par Israël »,.

## Affaires judiciaires
Le 30 mars 2013, le procureur général égyptien ordonne son arrestation pour insulte à l'islam et au président Mohamed Morsi,.
Bassem Youssef se fait également remarquer après le renversement du président islamiste en s'en prenant au putschiste qui lui succède, le général Abdel Fattah al-Sissi. Dans une émission d'octobre 2013, il vilipende la naïveté et la docilité des partisans égyptiens du nouvel homme fort du pays et tourne en dérision les éloges qu'ils lui adressent en dénonçant un « culte de la personnalité ». Il met également en garde contre le risque de remplacer un « fascisme religieux » par un « fascisme au nom de la sécurité nationale », et accuse les nouvelles autorités de vouloir rétablir la censure. Il est menacé à la suite de ses moqueries et ses prises de position; son émission est déprogrammée et il s'exile l'année suivante aux États-Unis.

## Publications

### Ouvrage
- Bassem Youssef, Revolution for Dummies, Dey Street Books, mars 2017

## Film documentaire
Un film documentaire américain, Tickling Giants (2016), réalisé par Sara Taksler, lui est consacré. Ce film remporte le 4 mai 2017 le prix du festival cinématographique One World (11th International Human Rights Film Festival) à Bruxelles. Ce festival présente quelques films présentés au festival Jeden Svět de Prague.